# (31521) 1999 CT106
1999 CT106 (asteroide 31521) é um asteroide da cintura principal. Possui uma excentricidade de 0.11972300 e uma inclinação de 12.75760º.
Este asteroide foi descoberto no dia 12 de fevereiro de 1999 por LINEAR em Socorro.